# وكالة أخبار الشرق الجديد
وكالة أخبار الشرق الجديد هي وكالة إخبارية إلكترونية تغطي الأحداث والتطورات اللبنانية والعربية والدولية وهي تقدم مجموعة من الخدمات الإخبارية والإعلامية بالبريد الإلكتروني.
وكالة أخبار الشرق الجديد مشروع عربي مشرقي لتكوين شبكة إعلام متعدد الوسائط يستخدم أحدث ما أنتجته تكنولوجيا الاتصالات والمعلومات في خدمة الرأي العام العربي وحقه في الاطلاع والمعرفة.